# 貞方希久子
貞方 希久子（さだかた きくこ、1982年7月25日 - ）は、日本の女性アニメーター、キャラクターデザイナー。長崎県五島列島出身。夫はアニメーター、アニメーション演出家の吉原達矢。

## 経歴
2003年に代々木アニメーション学院福岡校を卒業後、ガイナックスに入社（2011年まで）。2005年の『シュガシュガルーン』の第20話「ショコラのピンチ? 可愛い魔女志願」にて23歳という若さで作画監督デビューを果たした。女性特有の丸みを帯びた可愛らしい絵柄が特徴で、『天元突破グレンラガン』で作画監督を担当した際も、主人公のシモンが他の話より可愛らしく描かれている。2008年には『屍姫 赫』にて、同じくアニメーターの久保田誓と共同で初のキャラクターデザインを務めることになった。

## 主な参加作品

### テレビアニメ
- まほろまてぃっくシリーズ
  - まほろまてぃっく 夏のTVスペシャル （2003年、動画）
  - まほろまてぃっく特別編 ただいま◆おかえり （2009年、ED絵コンテ・演出・作画監督・原画）
- この醜くも美しい世界 （2004年、原画）
- 学園アリス （2004年、原画）
- これが私の御主人様 （2005年、#1・2・4・9原画・OP原画）
- 今日からマ王! （2005年、#59原画）
- シュガシュガルーン （2005年-2006年、作画監督・原画・ED2作監・OPED原画）
- BLACK CAT （2005年-2006年、原画・第二原画）
- ノエイン もうひとりの君へ （2005年-2006年、原画）
- ふしぎ星の☆ふたご姫 Gyu! （2006年、原画）
- 学園ヘヴン BOY'S LOVE HYPER! （2006年、原画）
- 桜蘭高校ホスト部 （2006年、原画・第二原画）
- 武装錬金 （2006年、原画）
- 家庭教師ヒットマンREBORN! （2006年、#8原画）
- ネギま!? （2006年-2007年、#3第二原画）
- 天元突破グレンラガン （2007年、絵コンテ・キャラ作画監督・原画・第二原画・OP原画・アイキャッチイラスト）
- 電脳コイル （2007年、#10原画）
- おねがいマイメロディ すっきり♪ （2007年-2008年、#27原画）
- デルトラクエスト （2007年-2008年、#18第2原画）
- ハヤテのごとく! （2007年-2008年、#39原画）
- BLUE DRAGONシリーズ
  - BLUE DRAGON （2007年-2008年、#1原画・OP2原画・ED4作画）
  - BLUE DRAGON 天界の七竜 （2008年、OP原画）
- 灼眼のシャナII（Second） （2007年、原画）
- 狼と香辛料 （2008年、原画）
- 俗・さよなら絶望先生 （2008年、作画監督・原画）
- 純情ロマンチカシリーズ
  - 純情ロマンチカ （2008年、原画）
  - 純情ロマンチカ2 （2008年、OP原画）
- 狂乱家族日記 （2008年、原画）
- ドルアーガの塔 〜the Aegis of URUK〜 （2008年、原画）
- 屍姫シリーズ （キャラクターデザイン）※キャラクターデザインは久保田誓と共同
  - 屍姫 赫 （2008年、作画監督・ED作画監督）
  - 屍姫 玄 （2009年、作画監督・原画・ED作画監督）
- うみものがたり 〜あなたがいてくれたコト〜 （2009年、#6原画）
- 東京マグニチュード8.0 （2009年、#5原画）
- にゃんこい! （2009年、原画）
- ちゅーぶら!! （2010年、原画）
- テガミバチ （2010年、原画）
- 戦う司書 The Book of Bantorra （2010年、原画）
- 薄桜鬼 （2010年、原画・OP原画）
- 裏切りは僕の名前を知っている （2010年、原画・OP原画）
- 四畳半神話大系 （2010年、原画）
- おとめ妖怪 ざくろ （2010年、原画・OP原画）
- SKET DANCE （2011年、#8作画監督・#8劇中アニメキャラクターデザイン・#6作画監督補佐・OP原画）
- 世界一初恋 （2011年、OP原画）
- まよチキ! （2011年、OP原画）
- 輪るピングドラム （2011年、原画）
- THE IDOLM@STER （2011年、原画）
- ダンタリアンの書架 （2011年、原画）
- 世界一初恋2 （2011年、OP原画）
- 君と僕。 （2011年、原画）
- さんかれあ （2012年、ED原画）
- シャイニング・ハーツ 〜幸せのパン〜 （2012年、原画）
- ココロコネクト （2012年、ED原画）
- お兄ちゃんだけど愛さえあれば関係ないよねっ （2012年、原画）
- みなみけ ただいま （2013年、絵コンテ）
- 波打際のむろみさん （2013年、キャラクターデザイン・総作画監督）
- 魔界王子 devils and realist （2013年、キャラクターデザイン・総作画監督・原画・OPED作画監督）
- ばらかもん（2014年、作画監督、原画）
- 夜ノヤッターマン（2015年、ED作画監督・ED原画、原画）
- やはり俺の青春ラブコメはまちがっている。続（2015年、サブデザイン・総作画監督）
- モンスター娘のいる日常（2015年、ED絵コンテ・演出・作画監督・原画）
- 干物妹!うまるちゃん（2015年、原画）
- 双星の陰陽師（2016年、キャラクターデザイン・総作画監督）
- ろんぐらいだぁす!（2016年、ED絵コンテ・原画）
- シャドウバース（2020年、作画監督）
- クレヨンしんちゃん（2021年、原画）

### 劇場アニメ
- 劇場版 HUNTER×HUNTER -The LAST MISSION-（2013年、作画監督）
- クレヨンしんちゃん もののけニンジャ珍風伝（2022年、原画）

### OVA
- トップをねらえ2! （2004年-2006年、第2原画・動画）
- 怪物王女 （2010年、キャラクターデザイン・作画監督）
- 迷elleオトコノ娘 （2010年、キャラクターデザイン）

### Webアニメ
- トニカクカワイイ 女子高編（2023年、原画）